# Beritan Balci
Beritan Balcı (* 1998 in Kassel) auch: Beritan Ludmila Balci ist eine deutsch-österreichische Schauspielerin in Film, Fernsehen, und Theater, Synchron- und Hörspielsprecherin.

## Leben und Karriere
1998 wurde Beritan Balcı in Kassel geboren und lebte bis zu ihrem dritten Lebensjahr in der Türkei. Danach zog sie nach Österreich und wuchs in der Nähe von Wien auf. 2017 begann sie ein Studium der Politikwissenschaften, bevor sie 2020 an der bayerischen Theaterakademie August Everding ihr Schauspielstudium aufnahm und 2024 abschloss.
Während ihres Studiums sammelte sie erste Bühnenerfahrungen in der freien Theaterszene Münchens und spielte in mehreren Film- und Fernsehproduktionen. Sie war unter anderem im Kinofilm Elaha in der Rolle der Dilan zu sehen, der bei den Internationalen Filmfestspielen Berlin 2023 Premiere feierte, sowie in der ARD-Serie Made in Germany in der Rolle der Zehra im Hauptcast vertreten.
Seit der Spielzeit 2023/24 ist sie festes Ensemblemitglied am Schauspiel Essen.
2025 ist sie im Tatort: Wir sind nicht zu fassen! in der Rolle der Leyla Kiyak zu sehen.

## Filmografie (Auswahl)
- 2023: Elaha (Kinofilm)
- 2024: Goldjunge (Kurzfilm)
- 2024: Made in Germany (Fernsehserie, 6 Folgen)
- 2025: Tatort: Wir sind nicht zu fassen!
- 2025: Zweigstelle

## Theater (Auswahl)
Burgtheater Wien
- 2019: Wiener Brut unlimited, als Ensemble, (Regie: Renate Aichinger)

Theaterakademie August Everding
- 2020: Krankheit der Jugend, als Marie, (Regie: Mara Widmann)
- 2021: Kabale und Liebe, als Lady Milford, (Regie: Mara Widmann)
- 2021: Clown Stories als Ensemble, (Regie: David Shiner)
- 2022: Der thermale Widerstand, als Ensemble (Tanztheater), (Regie: Katja Wachter)

Pathos Theater München
- 2022: Inszenierte Sicherheit, als Ensemble, (Regie: Thalia Schoeller)

Schauspiel Essen
- seit 2023: Doktormutter Faust", als Valeria, Hexe, Paul, Dichterin[5], (Regie: Selen Kara)
- seit 2023: Hamlet / Ophelia, als Ophelia[6], (Regie: Selen Kara)

## Hörspiel (Auswahl)
- 2024: Shida Bazyar: Drei Kamaradinnen, als Kasih – Regie: Mia Spengler (Hörspielbearbeitung – WDR)[7] (Regie: Mia Sprengler)